# Þorbjörn loki Böðmóðsson
Þorbjörn loki Böðmóðsson (Thorbiorn Bodhmodhsson, n. 865) fue un vikingo y bóndi de Austur-Barðastrandarsýsla, tenía su hacienda al oeste, entre Djúpifjörður y Gufufjörður. Su padre, Bodmod på Skut, era hijo de Þorbjörn loki Eysteinsson (c. 795), descendiente de los reyes de Rogaland. Los descendientes de su nieto Kollur (n. 910), hijo de Þorgils (n. 890), estuvieron vinculados a los jarls de las Orcadas y Rognvald Eysteinsson, jarl de Møre. Otro de sus descendientes fue Hvammr-Sturla.